# Virtus Pallacanestro Bologna 2023-2024
Questa voce raccoglie le informazioni riguardanti la Virtus Pallacanestro Bologna nelle competizioni ufficiali della stagione 2023-2024.

## Stagione
La stagione 2023-2024 della Virtus Pallacanestro Bologna sponsorizzata Segafredo, sarà l'85ª nel massimo campionato italiano di pallacanestro, la Serie A.
Il 15 settembre 2023 viene esonerato Sergio Scariolo, dopo le dichiarazioni in conferenza stampa dello stesso allenatore. Nello stesso giorno viene reso noto l'ingaggio di Luca Banchi come capo allenatore.

## Roster
Aggiornato al 20 agosto 2023.
| Segafredo Virtus Bologna 2023-24 | Segafredo Virtus Bologna 2023-24 |
| Giocatori                        | Staff tecnico                    |
| -------------------------------- | -------------------------------- |

| N. | Naz.                                        | Ruolo | Nome                | Anno | Alt.   | Peso   |  |
| -- | ------------------------------------------- | ----- | ------------------- | ---- | ------ | ------ |  |
| 00 | Francia (bandiera)                          | GA    | Isaïa Cordinier     | 1996 | 196 cm | 89 kg  |  |
| 1  | Danimarca (bandiera)                        | PG    | Gabriel Lundberg    | 1994 | 193 cm | 92 kg  |  |
| 3  | Italia (bandiera)                           | G     | Marco Belinelli (C) | 1986 | 196 cm | 100 kg |  |
| 6  | Italia (bandiera)                           | P     | Alessandro Pajola   | 1999 | 194 cm | 95 kg  |  |
| 9  | Stati Uniti (bandiera) · Croazia (bandiera) | G     | Jaleen Smith        | 1994 | 193 cm | 93 kg  |  |
| 13 | Serbia (bandiera)                           | AP    | Ognjen Dobrić       | 1994 | 200 cm | 93 kg  |  |
| 14 | Italia (bandiera)                           | P     | Bruno Mascolo       | 1996 | 190 cm | 85 kg  |  |
| 15 | Stati Uniti (bandiera)                      | C     | Devontae Cacok      | 1996 | 204 cm | 109 kg |  |
| 19 | Lettonia (bandiera)                         | G     | Rihards Lomažs      | 1996 | 187 cm | 87 kg  |  |
| 21 | Georgia (bandiera)                          | AG    | Tornik'e Shengelia  | 1991 | 206 cm | 106 kg |  |
| 23 | Italia (bandiera)                           | PG    | Daniel Hackett      | 1987 | 196 cm | 96 kg  |  |
| 24 | Croazia (bandiera) · Italia (bandiera)      | AG    | Leo Menalo          | 2002 | 208 cm | 95 kg  |  |
| 25 | Stati Uniti (bandiera)                      | AC    | Jordan Mickey       | 1994 | 203 cm | 107 kg |  |
| 33 | Italia (bandiera)                           | AG    | Achille Polonara    | 1991 | 205 cm | 92 kg  |  |
| 41 | Croazia (bandiera)                          | C     | Ante Žižić          | 1997 | 211 cm | 121 kg |  |
| 42 | Stati Uniti (bandiera) · Armenia (bandiera) | C     | Bryant Dunston      | 1986 | 203 cm | 114 kg |  |
| 55 | Italia (bandiera)                           | AP    | Awudu Abass         | 1993 | 198 cm | 100 kg |  |
| -  | Italia (bandiera)                           | P     | Matteo Baiocchi     | 2007 | 196 cm |        |  |

| Allenatore |
| - Sergio Scariolo (fino al 15 settembre) - Luca Banchi (dal 15 settembre) |
| Assistente/i |
| - Matteo Cassinerio - Christian Fedrigo - Alberto Seravalli - Lassi Tuovi (dal 29 settembre) - Nenad Jakovljević (dal 29 dicembre) Legenda - (C) Capitano - (IN) Inattivo - Infortunato Roster |

## Mercato

### Sessione estiva
| Acquisti | Acquisti         | Acquisti        | Acquisti   | Acquisti |
| R.       | Nome             | da              | Modalità   |          |
| -------- | ---------------- | --------------- | ---------- | -------- |
| P        | Bruno Mascolo    | N.B. Brindisi   | svincolato |          |
| G        | Jaleen Smith     | Alba Berlino    | svincolato |          |
| AP       | Ognjen Dobrić    | Stella Rossa    | svincolato |          |
| AG       | Achille Polonara | Žalgiris Kaunas | svincolato |          |
| C        | Devontae Cacok   | CSKA Mosca      | svincolato |          |
| C        | Bryant Dunston   | Anadolu Efes    | svincolato |          |

| Cessioni | Cessioni           | Cessioni         | Cessioni               | Cessioni |
| R.       | Nome               | a                | Modalità               |          |
| -------- | ------------------ | ---------------- | ---------------------- | -------- |
| P        | Nico Mannion       | Saski Baskonia   | fine contratto         |          |
| P        | Miloš Teodosić     | Stella Rossa     | fine contratto         |          |
| AP       | Kyle Weems         | Derthona Basket  | fine contratto         |          |
| A        | Semi Ojeleye       | Valencia         | definitivo (300.000 $) |          |
| C        | Ismaël Bako        | UNICS Kazan'     | definitivo (200.000 €) |          |
| C        | Gora Camara        | Universo Treviso | prestito               |          |
| C        | Mouhammadou Jaiteh | Monaco           | fine contratto         |          |

### Dopo l'inizio della stagione
| Acquisti | Acquisti       | Acquisti             | Acquisti         | Acquisti   |
| R.       | Nome           | da                   | Data             | Modalità   |
| -------- | -------------- | -------------------- | ---------------- | ---------- |
| G        | Rihards Lomažs | Merkezefendi Denizli | 29 dicembre 2023 | svincolato |
| C        | Ante Žižić     | Anadolu Efes         | 31 dicembre 2023 | svincolato |

| Cessioni | Cessioni     | Cessioni      | Cessioni         | Cessioni    |
| R.       | Nome         | a             | Data             | Modalità    |
| -------- | ------------ | ------------- | ---------------- | ----------- |
| G        | Jaleen Smith | Partizan      | 24 dicembre 2023 | rescissione |
| AG       | Leo Menalo   | Pall. Trieste | 4 aprile 2024    | prestito    |